# Паљевићи
Паљевићи су насељено мјесто у општини Зворник, Република Српска, БиХ. Према попису становништва из 1991. у насељу је живјело 355 становника.

## Становништво
Према попису становништва из 1991. године, мјесто је имало 355 становника.
| Демографија | Демографија | Демографија |
| Година      | Становника  | Становника  |
| ----------- | ----------- | ----------- |
| 1948.       | 156         |             |
| 1953.       | 141         |             |
| 1961.       | 218         |             |
| 1971.       | 243         |             |
| 1981.       | 297         |             |
| 1991.       | 355         |             |